# Jed Zayner
Jed Zayner (Valparaiso, 13 dicembre 1984) è un ex calciatore statunitense, di ruolo difensore.

## Carriera
Dal 2003 al 2005 ha militato nel Chicago Fire Premier.